# Акопян Арутюн Амаякович
Арутюн Амаякович Акопян (25 квітня 1918, Игдир, Закавказька Демократична Федеративна Республіка — 13 січня 2005, Москва, РФ) — радянський ілюзіоніст. Народний артист СРСР (1982).

## Фільмографія
- 1955 — «Княжна Мері» — Альфельбаум, фокусник

| Актор | Це незавершена стаття про актора. Ви можете допомогти проєкту, виправивши або дописавши її. |

1. 1 2 3 4 5  Հայկական սովետական հանրագիտարան / за ред. Վ. Համբարձումյան, Կ. Խուդավերդյան — Հայկական հանրագիտարան հրատարակչություն, 2000.
2. 1 2 3 4  Հայկական համառոտ հանրագիտարան — Հայկական հանրագիտարան հրատարակչություն, 1990. — Т. 3.